# Ábalos
Ábalos – gmina w Hiszpanii, w prowincji La Rioja, w La Rioja, o powierzchni 18,1 km². W 2011 roku gmina liczyła 357 mieszkańców.